# Список заслуженных мастеров спорта СССР (академическая гребля)
Заслуженный мастер спорта — почетное звание в СССР. Первый ЗМС по академической гребле — Александр Долгушин. Данный список неполон, т.к нет точных данных.
| 1940 год |                                     |            |                         |           |                  |                                      |
| 1        | Долгушин Александр Максимович       | ??.08.1940 |                         |           |                  |                                      |
| 1943 год |                                     |            |                         |           |                  |                                      |
| 1        | Рогачёв Ипполит Ипполитович         | 23.02.1943 | ??.??.1909 — ??.??.1983 |           |                  |                                      |
| 2        | Смирнов Алексей Дмитриевич          | 17.07.1943 |                         |           |                  |                                      |
| 1944 год |                                     |            |                         |           |                  |                                      |
| 1        | Пахомов Пётр Алексеевич             | 14.07.1944 | ??.??.1902 — ??.??.1984 |           |                  |                                      |
| 1945 год |                                     |            |                         |           |                  |                                      |
| 1        | Свешников Митрофан Сергеевич        | ??.??.1945 | 01.09.1866 — 11.12.1946 |           |                  |                                      |
| 1946 год |                                     |            |                         |           |                  |                                      |
| 1        | Савримович Михаил Иосифович         | ??.??.1946 |                         |           |                  |                                      |
| 2        | Поляков Игорь Николаевич            | ??.??.1946 |                         |           |                  |                                      |
| 1947 год |                                     |            |                         |           |                  |                                      |
| 1        | Салтыков Евгений Сергеевич          | ??.??.1947 |                         | Ленинград | «Большевик»      |                                      |
| 1948 год |                                     |            |                         |           |                  |                                      |
| 1        | Санина Наталья Сергеевна            | 05.08.1948 |                         | Москва    | «Динамо»         |                                      |
| 2        | Родионов Петр Степанович            | ??.??.1948 |                         |           |                  |                                      |
| 1949 год |                                     |            |                         |           |                  |                                      |
| 1        | Лукатин Виктор Никифорович          | ??.08.1949 | 10.06.1914 — 13.03.1995 | Москва    | «Динамо»         |                                      |
| 2        | Морарь Татьяна Николаевна           | ??.08.1949 | 13.06.1909 — ??.??.1999 | Москва    | «Крылья Советов» |                                      |
| 3        | Фомичева Мария Сергеевна            | ??.08.1949 | ??.??.???? — 02.06.1961 | Москва    | «Крылья Советов» |                                      |
| 1950 год |                                     |            |                         |           |                  |                                      |
| 1        | Шереметьев Сергей Борисович         | 15.09.1950 | 25.12.1915 — ??.??.1981 |           |                  | 732                                  |
| 1951 год |                                     |            |                         |           |                  |                                      |
| 1        | Сиротинский Евгений Владимирович    | ??.03.1951 |                         | Москва    | «Крылья Советов» |                                      |
| 2        | Круглова Надежда Семёновна          | ??.06.1951 | ??.??.???? — ??.??.1990 | Москва    | «Крылья Советов» |                                      |
| 1952 год |                                     |            |                         |           |                  |                                      |
| 1        | Тюкалов Юрий Сергеевич              | ??.08.1952 |                         |           |                  |                                      |
| 2        | Комаров Алексей Филиппович          | ??.??.1952 | 10.12.1921 — 10.05.2013 | Москва    | «Крылья Советов» |                                      |
| 3        | Лукатина Елена Николаевна           | ??.??.1952 | ??.??.1916 — ??.??.1993 |           |                  |                                      |
| 1953 год |                                     |            |                         |           |                  |                                      |
| 1        | Браго Евгений Николаевич            | ??.10.1953 |                         | Москва    | «Зенит»          |                                      |
| 2        | Амирагов Слава Львович              | ??.10.1953 |                         | Москва    | «Зенит»          |                                      |
| 3        | Гиссен Леонид Давидович             | ??.10.1953 |                         | Москва    | «Зенит»          |                                      |
| 4        | Родимушкин Владимир Александрович   | ??.10.1953 |                         | Москва    | «Зенит»          |                                      |
| 5        | Борисов Игорь Андреевич             | ??.10.1953 |                         | Москва    | «Зенит»          |                                      |
| 6        | Самсонов Евгений Борисович          | ??.10.1953 |                         | Москва    | «Зенит»          |                                      |
| 7        | Крюков Владимир Николаевич          | ??.10.1953 |                         | Москва    | «Зенит»          |                                      |
| 1954 год |                                     |            |                         |           |                  |                                      |
| 1        | Шведов Александр Михайлович         | ??.07.1954 | ??.??.1916 — ??.??.1980 | Москва    | «Крылья Советов» |                                      |
| 1955 год |                                     |            |                         |           |                  |                                      |
| 1        | Сергеев Пётр Александрович          | ??.03.1955 |                         | Москва    | «Химик»          |                                      |
| 2        | Афонькина Александра Ивановна       | ??.10.1955 |                         | Москва    | «Крылья Советов» |                                      |
| 3        | Блажко Людмила Георгиевна           | ??.10.1955 | ??.??.1931              | Ленинград | «Красное Знамя»  |                                      |
| 4        | Морозова Наталья Владимировна       | ??.10.1955 | ??.??.1930              | Ленинград | «Красное Знамя»  | 1039 (дубликат № 1332 от 23.01.1962) |
| 5        | Чумакова (Малышева) Роза Степановна | ??.10.1955 | 08.06.1924 — 10.10.2007 | Москва    | ЦСК МО           |                                      |
| 6        | Булдаков Игорь Васильевич           | ??.10.1955 |                         | Москва    | «Химик»          |                                      |
| 7        | Емчук Игорь Фёдорович               | ??.10.1955 |                         | Киев      | «Буревестник»    |                                      |
| 8        | Жилин Георгий Семёнович             | ??.10.1955 |                         | Киев      | «Буревестник»    |                                      |
| 9        | Иванов Виктор Николаевич            | ??.10.1955 |                         | Москва    | «Химик»          |                                      |
| 1957 год |                                     |            |                         |           |                  |                                      |
| 1        | Беркутов Александр Николаевич       | ??.02.1957 |                         | Москва    | «Динамо»         |                                      |
| 2        | Иванов Вячеслав Николаевич          | ??.02.1957 |                         | Москва    | «Красное знамя»  |                                      |
| 1958 год |                                     |            |                         |           |                  |                                      |
| 1        | Столярова Тамара Андреевна          | ??.04.1958 | 26.12.1926              | Москва    |                  |                                      |
| 1960 год |                                     |            |                         |           |                  |                                      |
| 1        | Борейко Валентин Васильевич         | ??.09.1960 |                         | Ленинград | «Труд»           |                                      |
| 2        | Голованов Олег Сергеевич            | ??.09.1960 |                         | Ленинград | «Труд»           |                                      |
| 3        | Коробкова Нина Андреевна            | ??.12.1960 | ??.??.1926              | Москва    | «Труд»           |                                      |
| 1962 год |                                     |            |                         |           |                  |                                      |
| 1        | Вечерковская Галина Яновна          | ??.05.1962 | ??.??.1926              | Ленинград | «Динамо»         |                                      |
| 2        | Калегина Валентина Васильевна       | ??.05.1962 |                         | Ленинград | «Динамо»         |                                      |

## 1963
- Милодан (Паюсалу), Айно Хансовна 17.7.1941[32][33]
- Полякова, Нина Семёновна
- Ракицкая, Зося Наполеоновна 1934
- Фёдоров, Борис Дмитриевич 18.5.1931 — 2004
- Кириллина, Зинаида Васильевна 08.04.1936 - 02.09.2013

## 1964
- Дубровский, Борис Яковлевич
- Тюрин, Олег Григорьевич

## 1965
- Багдонавичюс, Антанас Леонович
- Евсеев, Владимир Александрович
- Кауфмане, Майя Вольдемаровна 1941
- Кузьмин, Борис Петрович
- Курдченко, Виталий Дмитриевич
- Митрохина (Самородова, Константинова), Галина Михайловна 1940
- Переворухова, Алла
- Стерлик, Владимир Иванович
- Ткачук, Анатолий Петрович
- Швейц, Дайна Викторовна
- Юкна, Зигмас Пранович
- Ягелавичюс, Йозас Александрович

## 1967
- Вайсберг, Нина Леонидовна
- Мухина, Эмилия 15.6.1933[34]
- Юшина, Валентина Сергеевна

## 1968
- Сасс, Анатолий Фомич
- Тимошинин, Александр Иванович

## 1969
- Быстрова, Нина Александровна 31.03.1944
- Тарутина (Буракова) Нина Алексеевна 24.12.1941[35]

## 1970
- Бочарова, Александра Николаевна 06.05.1943
- Гомолко (Мачигина), Татьяна Ивановна 1940
- Груцова С.
- Зверева (Абрамова), Нина Валентиновна 2.2.1949

## 1972
- Коршиков, Геннадий Егорович
- Малышев, Юрий Александрович

## 1973
- Абрамова (Филатова) Нина Григорьевна 17.01.1950
- Ермолаева, Галина Никаноровна
- Кондрашина, Елизавета Николаевна 1949
- Рамошкене, Геновайте Миколовна
- Рябова, Евдокия Федоровна

## 1974
- Антонова, Елена Петровна
- Базыльникова (Бекетова) Софья Ивановна 01.06.1948
- Ботясова (Алексеева) Валентина Ефимовна 29.01.1949
- Сергеева (Соцкова) Лариса Александровна 01.03.1949
- Рубцова, Валентина

## 1975
- Ешинов, Владимир Николаевич
- Иванов, Николай Петрович

## 1976
- Клепиков, Александр Григорьевич
- Кузнецов, Михаил Николаевич
- Лукьянов, Александр Викторович
- Сема, Александр Андреевич
- Яшин, Николай Григорьевич 1945

## 1978
- Елисеев, Виталий Михайлович
- Кулагин, Александр Викторович
- Немтырев, Анатолий Михайлович 24.12.1946
- Жулина (Ермакова), Валентина Александровна

## 1979
- Долинин, Валерий Алексеевич
- Кузнецов, Николай Александрович
- Семёнова, Валентина Петровна
- Семёнова, Светлана Степановна
- Советникова (Степанова), Галина Александровна
- Терёшина (Овечкина), Елена Борисовна
- Фадеева (Алексашина), Мария Ивановна
- Фролова, Нина Николаевна
- Черемисина, Нина Викторовна

## 1980
- Манцевич, Александр Васильевич
- Пазюн, Мария Васильевна
- Пивоварова, Ольга Иосифовна
- Попова (Александрова), Лариса Михайловна
- Преображенская (Антонюк), Нина Ильинична
- Прищепа (Дергаченко), Надежда Ивановна
- Стеценко (Буняк), Татьяна Ивановна
- Тищенко, Андрей Несторович
- Ткаченко, Александр Владимирович
- Уманец, Нина Дмитриевна
- Хлопцева, Елена Ивановна

## 1981
- Балтутите, Регина Броневна
- Гудаускас, Зигмантас Антанович
- Данилова, Татьяна Юрьевна
- Дидук, Виктор Иванович
- Долигойда, Раиса Мефодьевна
- Камкин, Алексей Дмитриевич
- Каспина, Ольга Владиленовна 1962—2002
- Кокаревича, Маргарита Станиславовна 1957
- Крылов, Владимир Николаевич 1956
- Майстренко, Игорь Анатольевич
- Макушкина, Елена Фёдоровна
- Махина (Думчева), Антонина Викторовна (или 1982)
- Нармонтас, Йонас Юстинович
- Нарушайтис, Стасис Пранович 1959
- Пименов, Николай Игоревич
- Пименов, Юрий Игоревич
- Пинскус, Йонас Йонович
- Соломахин, Николай Владимирович
- Студнева (Бабенко), Марина Гурьевна
- Тетерина, Ирина Владимировна
- Федоренко (Яценко), Наталья Ивановна 5.9.1961
- Хоциалова, Людмила Александровна
- Швецова, Татьяна Юрьевна

## 1982
- Матиевская (Братишко), Елена Геннадьевна
- Фетисова, Ирина Ивановна

## 1984
- Аверьянова, Лидия Арсентьевна
- Гурковская (Башкатова), Татьяна Сергеевна 1962
- Земскова-Короткова, Мария Геннадьевна
- Коноплёва, Людмила Николаевна
- Крючкин, Геннадий Владимирович
- Переверзев, Виктор Михайлович
- Смирнов, Сергей Александрович 1961
- Якуша, Василий Фёдорович

## 1985
- Зотов, Игорь Игоревич 17.7.1964
- Кучинскас, Сигитас Викторович
- Омельянович, Виктор Иванович
- Романишин, Владимир Станиславович 1959[36]

## 1986
- Бут, Вениамин Евгеньевич
- Васильев, Андрей Александрович
- Высоцкий, Иван Иванович 1962[37]
- Гурковский, Павел Николаевич
- Комаров, Николай Анатольевич

## 1987
- Досенко, Валерий Андреевич
- Знак, Марина Николаевна
- Иванов, Михаил Ромуольдович 4.11.1965[38]
- Кинякин, Сергей Иванович
- Котько, Игорь Олегович
- Супрун, Марина Павловна
- Хохлова, Валентина Никаноровна 1949

## 1988
- Закирова, Сария Магруповна
- Пухаева, Елена Романовна

## 1989
- Борисова, Нонна
- Добродеева, Виктория Николаевна
- Опаленко (Иванова), Нина Федоровна 21.05.1934
- Трофимова, Зинаида
- Цесюнайте, Вида
- Чудецкая-Черпакова, Евгения

## 1990
- Марченко, Александр Николаевич
- Чуприна, Николай Николаевич

## 1991
- Вилкс, Гиртс Айварович 12.4.1968[39]
- Мазий, Светлана Ивановна
- Яансон, Юрий Арноевич

## 1992
- Ходотович, Екатерина Анатольевна
- Устюжанина, Татьяна Ильинична

## Год присвоения неизвестен
- Волошин, А
- Гаронскис, Артурс Янович
- Демьянов, Игорь Янович 1924—1999
- Заварзина, Лариса 24.12.1955 (? 82)
- Зонтова, Лидия Петровна 1936 (? 56)
- Кирсанова, Лидия Николаевна (? 56)
- Коротова, Зинаида Фёдоровна 1936 (? 56)
- Кришьянис, Дзинтарс Ютвальдович
- Лобнева, Ирина Викторовна 09.02.1925 — 08.02.2018
- Омельянович (Данилюк), Мария (? 89)
- Пахомова, Инна Георгиевна 15.8.1932 — 14.5.2007
- Преображенский, Владимир 1957 (до 1979)
- Стоне, Сармите Викторовна 30.05.1963
- Схиртладзе (Вейс), Мария Михайловна 19.12.1926-02.12.2015
- Тикмерс, Жоржс Янович
- Тимошинин, Иван Трофимович
- Чебыкина, Анна Прохоровна (? 53)
- Кириллина, Зинаида Васильевна 1936
- Реброва, Вера Григорьевна 1937
- Гончарова, Надежда Ивановна 1938